# Ronnie Brunswijk
Ronnie Brunswijk (pronunciat /brunsveik/) és un polític i actual futbolista de l'Inter Moengotapoe surinamès, que va néixer al poble de Moengo Tapoe, al districte de Marowijne, Surinam el dia 7 de març de 1961. Va ser un antic líder guerriller opositor al règim de Dési Bouterse, actualment és un empresari i polític, líder fundador del Partit d'Alliberament General i Desenvolupament (ABOP) i Vicepresident del Surinam des del juliol de 2020.

## Infància i guerrilla
Ronnie Brunswijk va néixer al petit poble de Moengo Tapoe, prop d'Albina, en el districte de Marowijne, en l'encara colònia neerlandesa del Surinam, el 7 de març de 1961. Des de 1980 fins a 1982 va ser guardaespatlles i amic proper del president Desi Bouterse, però per diferències polítiques s'oposa al seu règim i el 1983 juntament amb un altre grup de joves va fundar el grup paramilitar Moviment Comando de la Jungla amb el suport de l'expresident Hendrick Chin A Sen, qui el finançava des del seu exili als Països Baixos.
Durant el seu comando en la guerrilla, en el transcurs de la Guerra Civil del Surinam, es va endinsar en la selva prenent el 1986 el poble de Moengo i les seves fàbriques de bauxita. Aviat van aconseguir també dominar tot l'est del districte de Per i les rodalies de l'Aeroport Internacional Johan Pengel. El 1987 i sota l'elecció presidencial lliure del 25 de maig, Brunswijk signaria un acord de no agressió amb Bouterse. El 1992 el president Ronald Venetiaan va signar un acord de cooperació amb els principals grups guerrillers i el seu grup es va integrar a la política nacional.

## Empresari i dirigent esportiu
Després d'haver finalitzat la seva època de guerriller, es va dedicar a les finances i a l'esport. Va comprar una illa al Riu Maroni i es va convertir en president del club de futbol Inter Moengotapoe. Sota la presidència de Brunswijk, l'equip va aconseguir ser campió de la lliga del país durant els anys 2006-2007 i 2007-2008. No obstant això, el tribunal disciplinari de Surinam el va suspendre per 5 anys per la seva conducta durant un partit de futbol el 2005.

## Carrera política
Brunswijk gaudeix en l'est de Surinam de prestigi social i gran consideració, sent conegut com el Robin Hood de la selva. Per això va formar el Partit d'Alliberament General i Desenvolupament (ABOP), que en les eleccions de 2005 va aconseguir un escó en l'Assemblea Nacional de Surinam.
En les eleccions de 2010 l'Aliança APP va aconseguir aconseguir 30.804 vots i un 20%, aconseguint 6 escons en l'Assemblea. Desi Bouterse, antic enemic polític i que en les eleccions havia aconseguit el primer lloc, li va demanar una coalició perquè pogués aconseguir les 2/3 parts dels escons necessàries per governar.
En les eleccions a l'Assemblea del 9 de juliol d'aquell any, Bouterse es va fer amb la presidència i Brunswijk va obtenir un lloc en el seu gabinet.
No obstant això renúncia per motius personals temps després, tornant posteriorment a l'oposició.
Després de la victòria de l'oposició en les eleccions generals de 2020, Brunswijk va resultar triat el 29 de juny com a president de l'Assemblea Nacional del Surinam.
L'1 de juliol d'aquest any, va ser diagnosticat amb COVID-19. Va ser donat d'alta de l'hospital el 6 de juliol.
Brunswijk posteriorment es va postular per a Vicepresident del Surinam, i el 8 de juliol va anunciar que el succeiria Marinus Bee com a president de l'Assemblea Nacional, assumint el càrrec el 14 de juliol. Brunswijk va ser el president de l'Assemblea de més curt servei en la història del Surinam. El 7 de juliol, la coalició vencedora va nominar Chan Santokhi com a President del Surinam i Brunswijk com a vicepresident. Brunswijk va ser triat Vicepresident el 13 de juliol per aclamació en una elecció incontestada per l'Assemblea Nacional. Brunswijk va assumir el càrrec com a Vicepresident el 16 de juliol a la Plaça de la Independència de Paramaribo en una cerimònia sense públic a causa de la pandèmia de COVID-19.

## Partit entre l'Olimpia i l'Inter Moengotapoe
Durant el partit entre el Club Esportiu Olimpia contra l'Inter Moengotapoe del Surinam en la Lliga Concacaf va passar un fet insòlit en ingressar al partit com a titular Roonie Brunswijk de 60 anys i 198 dies d'edat, convertint-se així en el futbolista més longeu de la història del futbol a participar en un torneig internacional. Brunswijk, a part de ser exfutbolista, és l'actual vicepresident de Surinam, amo de l'equip Inter Moengotapoe i és buscat per Interpol a causa que té acusacions de narcotràfic i assassinat a Holanda. Va disputar 54 minuts del partit en el qual l'Olimpia es va imposar 6-0. Posterior al partit es van fer virals imatges de Brunswijk repartint bitllets de 100 dòlars entre els jugadors de l'Olimpia, després del qual la Concacaf va anunciar l'inici d'un procés d'investigació.